# Pachybrachis mitjaevi
Pachybrachis mitjaevi is een keversoort uit de familie bladkevers (Chrysomelidae). De wetenschappelijke naam van de soort werd in 1982 gepubliceerd door Lopatin & Kulenova.